# ポティダイア

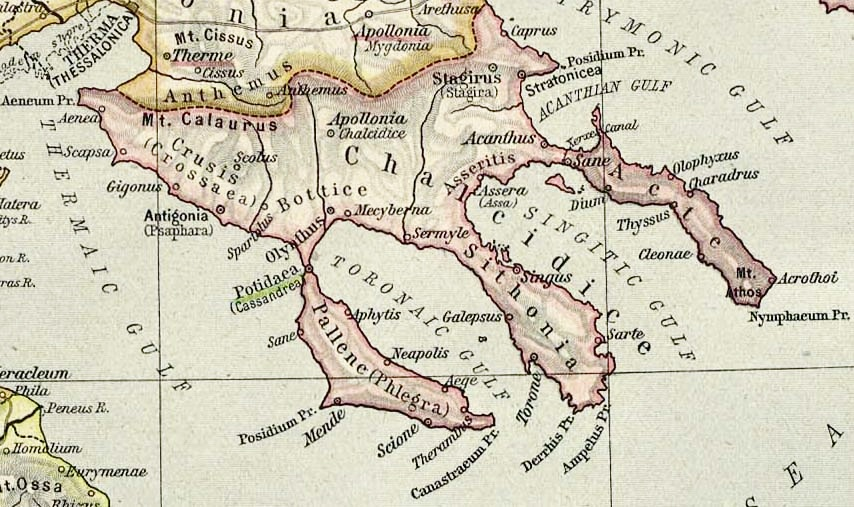
古代カルキディケーの地図

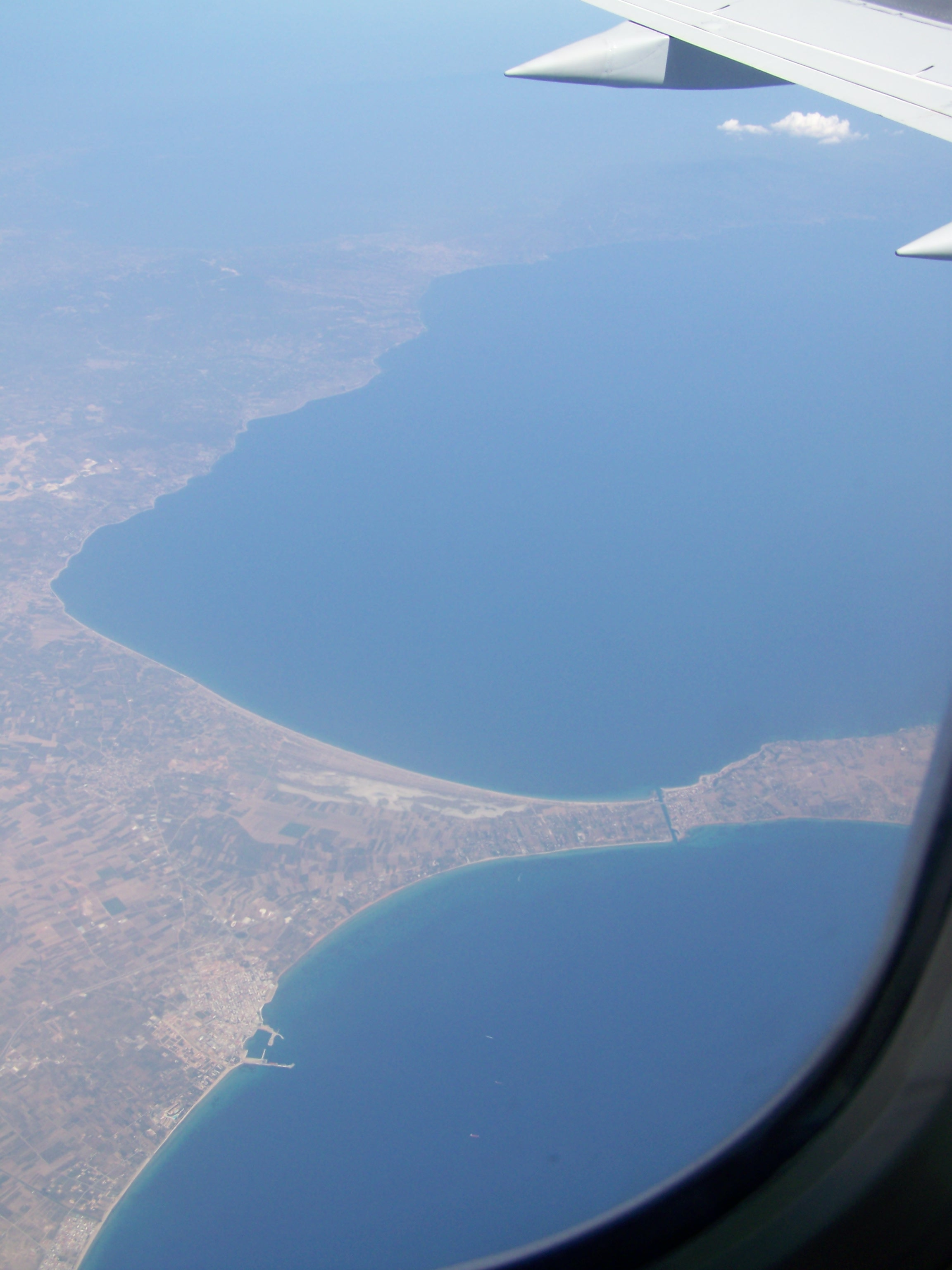
パリーニ半島の付け根の地峡部。運河の右側（南側）がネア・ポティダイア。2008年撮影。

ポティダイア (ギリシア語: Ποτίδαια - Potidaia）は、現在のギリシャ共和国北部ハルキディキ県の南端に位置するパリーニ半島（Pallene：3本の細長い半島のうち西端）の、陸地がくびれて最も狭くなっている場所に、紀元前600年ころコリントスが建設した古代ギリシアの植民都市。
紀元前479年、ペルシア帝国の軍勢に攻城戦を仕掛けられていた際、歴史に記録された最古の津波が一帯を襲い、ポティダイアは救われた。ヘロドトスは、異常な引き潮を利用してポティダイアを攻撃しようとしていたペルシア勢が、突然襲った「地元の人間が見てきたどんな高潮より高い、洪水のような上げ潮」に不意打ちされたことを報告している。
紀元前5世紀のデロス同盟の時代、アテナイとコリントスの間には紛争が何度も起きた。それでもコリントスは、毎年ポティダイアに最高行政官を送り続けていた。このためポティダイアは、アテナイとコリントスが対立したすべての紛争に、必然的に巻き込まれた。
紀元前432年、アテナイに対して民衆の反乱が起こったが、ペロポネソス戦争中には攻城戦を仕掛けられ、紀元前430年のポティダイアの戦いで遂に陥落した。アテナイはこの都市を紀元前404年まで領有したが、その後はカルキディケーの支配下に入った。
その後、アテナイは紀元前363年にポティダイアを奪還したが、紀元前356年にはマケドニア王ピリッポス2世に奪われた。ポティダイアは破壊され、その支配下にあった領域はオリュントス (Ὀλυνθος、Olynthus) に引き渡された。カッサンドロスは、跡地に都市を建設し、おそらくはここを自分の支配圏の首都とするつもりで、これをカッサンドレイア (ギリシア語: Κασσάνδρεια - Cassandreia、Cassandreia) と名付けた。

## 現代
古代の都市よりはるかに小規模であったが、第一次世界大戦後には小アジアからの難民のために収容所が設けられ、「新しいポティダイア」を意味するネア・ポティダイア（ヘブライ語: Νέα Ποτίδαια、Nea Potidea）と命名された。古代の都市に近い、半島上の現代の集落のひとつには、カッサンドレイアという名が残されている。
現代のネア・ポティダイアの集落は、古代都市の遺跡近くにある。
2012年、アーヘン大学 (Aachen University) の調査隊が、ヘロドトスの記述の通り、この一帯が津波に襲われたことを証明する証拠を発見したと発表した。

## トリビア
- テレビドラマ『ジーナ』に登場する主人公ジーナの親友ガブリエル (Gabrielle) は、ポティダイア生まれと設定されている。